# Fritz Jarre
Fritz Johan Jarre, född 23 oktober 1897 i Stockholm, död 18 mars 1990 i Nacka, var en svensk skogsman.
Fritz Jarre blev civiljägmästare 1924, var biträdande sekreterare och kontorsföreståndare i riksskogstaxeringsnämnden 1924–1932, var socialt ombud i Statens arbetslöshetskommission 1932–1937, ombudsman 1937–1943 och 1943–1947 direktör i Svenska lantarbetsgivareföreningen, och från 1948 direktör i Svenska arbetsgivareföreningen.